# Torneo Apertura Primera División de Guatemala 2008
Para el Torneo Apertura 2008 de la Primera División de Guatemala se han confirmado la participación de 20 equipos.

## Mecánica del torneo
El torneo de apertura abre la temporada 2008-2009 del fútbol profesional en Guatemala. La liga de Primera División está conformada por veinte equipos que se organizan en dos grupos de acuerdo a la región donde se ubican ya sea nororiente o suroccidente. La primera fase del torneo enfrenta entre sí a todos los equipos participantes, y avanzan a la fase final (torneo final a eliminación directa) los cuatro mejores equipos de cada grupo pasan enfrentándose contra el grupo opuesto según su clasificación en su respectivo grupo.

## Tabla de grupos

### Grupo "A"
| Pos. | Club               | Pts | P  | G  | E | P  | GA | GE | DG  |
| --- | ------------------ | --- | -- | -- | - | -- | -- | -- | --- |
| 1 | San Pedro          | 38  | 18 | 12 | 2 | 4  | 35 | 17 | +18 |
| 2 | Juventud Retalteca | 33  | 18 | 10 | 3 | 5  | 27 | 18 | +9  |
| 3 | Jalapa             | 28  | 18 | 7  | 7 | 4  | 28 | 22 | +6  |
| 4 | Coatepeque         | 28  | 18 | 8  | 4 | 6  | 29 | 25 | +4  |
| 5 | Malacateco         | 28  | 18 | 8  | 4 | 6  | 21 | 23 | -2  |
| 6 | Antigua GFC        | 23  | 18 | 6  | 5 | 7  | 23 | 29 | -6  |
| 7 | Amatitlán          | 20  | 18 | 5  | 5 | 8  | 19 | 26 | -7  |
| 8 | Aurora             | 19  | 18 | 4  | 7 | 7  | 26 | 29 | -3  |
| 9 | Nva. Concepción    | 18  | 18 | 5  | 3 | 10 | 32 | 37 | -5  |
| 10 | La Gomera          | 13  | 18 | 3  | 4 | 11 | 21 | 35 | -14 |
| Pts – puntos ganados; J – juegos jugados; G - juegos ganados; E - juegos empatados; P - juegos perdidos; GA – goles afavor; GE – goles en contra; GD – differencia de goles |                    |     |    |    |   |    |    |    |     |

### Grupo "B"
| Pos. | Club           | Pts | P  | G  | E | P  | GA | GE | DG  |
| --- | -------------- | --- | -- | -- | - | -- | -- | -- | --- |
| 1 | Universidad SC | 37  | 18 | 11 | 4 | 3  | 32 | 18 | +14 |
| 2 | Mictlán        | 34  | 18 | 9  | 7 | 2  | 27 | 13 | +14 |
| 3 | Mixco          | 32  | 18 | 8  | 8 | 2  | 23 | 13 | +10 |
| 4 | Carcha         | 27  | 18 | 6  | 9 | 3  | 28 | 18 | +10 |
| 5 | Guastatoya     | 27  | 18 | 7  | 6 | 5  | 30 | 29 | +1  |
| 6 | Sacachispas    | 23  | 18 | 6  | 5 | 7  | 21 | 20 | +1  |
| 7 | Cobán Imperial | 18  | 18 | 3  | 9 | 6  | 26 | 27 | -1  |
| 8 | San Benito     | 16  | 18 | 4  | 4 | 10 | 19 | 34 | -15 |
| 9 | Achuapa        | 15  | 18 | 3  | 6 | 9  | 32 | 37 | -5  |
| 10 | Sanarate       | 10  | 18 | 2  | 4 | 12 | 17 | 41 | -24 |
| Pts – puntos ganados; J – juegos jugados; G - juegos ganados; E - juegos empatados; P - juegos perdidos; GA – goles afavor; GE – goles en contra; GD – differencia de goles |                |     |    |    |   |    |    |    |     |

|  | Clubes que clasificaron a la fase final. |

## Tabla (general)
| Pos. | Equipo                                   | Pts | J  | G  | E | P  | GF | GC | DG  |
| --- | ---------------------------------------- | --- | -- | -- | - | -- | -- | -- | --- |
| 1 | San Pedro *                              | 38  | 18 | 12 | 2 | 4  | 35 | 17 | +18 |
| 2 | Universidad SC *                         | 37  | 18 | 11 | 4 | 3  | 32 | 18 | +14 |
| 3 | Mictlán *                                | 34  | 18 | 9  | 7 | 2  | 27 | 13 | +14 |
| 4 | Juventud Retalteca *                     | 33  | 18 | 10 | 3 | 5  | 27 | 18 | +9  |
| 5 | Mixco *                                  | 32  | 18 | 8  | 8 | 2  | 23 | 13 | +10 |
| 6 | Jalapa *                                 | 28  | 18 | 7  | 7 | 4  | 28 | 22 | +6  |
| 7 | Coatepeque *                             | 28  | 18 | 8  | 4 | 6  | 29 | 25 | +4  |
| 8 | Malacateco                               | 28  | 18 | 8  | 4 | 6  | 21 | 23 | -2  |
| 9 | Carcha *                                 | 27  | 18 | 6  | 9 | 3  | 28 | 18 | +10 |
| 10 | Guastatoya                               | 27  | 18 | 7  | 6 | 5  | 30 | 29 | +1  |
| 11 | Sacachispas                              | 23  | 18 | 6  | 5 | 7  | 21 | 20 | +1  |
| 12 | Antigua GFC                              | 23  | 18 | 6  | 5 | 7  | 23 | 29 | -6  |
| 13 | Amatitlán                                | 20  | 18 | 5  | 5 | 8  | 19 | 26 | -7  |
| 14 | Aurora                                   | 19  | 18 | 4  | 7 | 7  | 26 | 29 | -3  |
| 15 | Cobán Imperial                           | 18  | 18 | 3  | 9 | 6  | 26 | 27 | -1  |
| 16 | Nva. Concepción                          | 18  | 18 | 5  | 3 | 10 | 32 | 37 | -5  |
| 17 | San Benito                               | 16  | 18 | 4  | 4 | 10 | 19 | 34 | -15 |
| 18 | Achuapa                                  | 15  | 18 | 3  | 6 | 9  | 32 | 37 | -5  |
| 19 | La Gomera                                | 13  | 18 | 3  | 4 | 11 | 21 | 35 | -14 |
| 20 | Sanarate                                 | 10  | 18 | 2  | 4 | 12 | 17 | 41 | -24 |
| Pts – puntos ganados; J – juegos jugados; G - juegos ganados; E - juegos empatados; P - juegos perdidos; GA – goles afavor; GE – goles en contra; GD – differencia de goles |                                          |     |    |    |   |    |    |    |     |
| | Clubes que clasificaron a la fase final. |     |    |    |   |    |    |    |     |
| * Equipos que clasificaron en sus respectivos grupos |                                          |     |    |    |   |    |    |    |     |

## Fase final
|  | Cuartos de final   | Cuartos de final | Cuartos de final |   |                | Semifinales | Semifinales | Semifinales |  |  | Final     | Final | Final |
|  |                    |                  |                  |   |                |             |             |             |  |  |           |       |       |
|  |                    |                  |                  |   |                |             |             |             |  |  |           |       |       |
|  | San Pedro          | 2                | 1                |   |                |             |             |             |  |  |           |       |       |
|  | Carcha             | 2                | 0                |   |                |             |             |             |  |  |           |       |       |
|  | Carcha             | 2                | 0                |   | San Pedro      | 1           | 1           |             |  |  |           |       |       |
|  |                    |                  |                  |   | San Pedro      | 1           | 1           |             |  |  |           |       |       |
|  |                    | Mixco            | 2                | 0 |                |             |             |             |  |  |           |       |       |
|  | Juventud Retalteca | Mixco            | 2                | 0 | 0              | 1           |             |             |  |  |           |       |       |
|  | Juventud Retalteca |                  |                  |   | 0              | 1           |             |             |  |  |           |       |       |
|  | Mixco              | 2                | 0                |   |                |             |             |             |  |  |           |       |       |
|  |                    |                  |                  |   |                |             |             |             |  |  | San Pedro | 1     | 0     |
|  |                    |                  | Universidad SC   | 1 | 0              |             |             |             |  |  |           |       |       |
|  | Universidad SC     | 2                | 3                |   |                |             |             |             |  |  |           |       |       |
|  | Coatepeque         | 0                | 0                |   |                |             |             |             |  |  |           |       |       |
|  | Coatepeque         | 0                | 0                |   | Universidad SC | 0           | 2           |             |  |  |           |       |       |
|  |                    |                  |                  |   | Universidad SC | 0           | 2           |             |  |  |           |       |       |
|  |                    | Mictlán          | 1                | 1 |                |             |             |             |  |  |           |       |       |
|  | Mictlán            | Mictlán          | 1                | 1 | 0              | 2           |             |             |  |  |           |       |       |
|  | Mictlán            |                  |                  |   | 0              | 2           |             |             |  |  |           |       |       |
|  | Deportivo Jalapa   | 0                | 0                |   |                |             |             |             |  |  |           |       |       |

| Primera División      |
| Campeón Apertura 2008 |
| San Pedro             |
| Primer título         |
| --------------------- |

| Predecesor: Torneo Clausura 2008 | Torneo Apertura Primera División 2008 XIX Torneo Corto | Sucesor: Torneo Clausura 2009 |

- Datos: Q6149356